# Jukka Perko

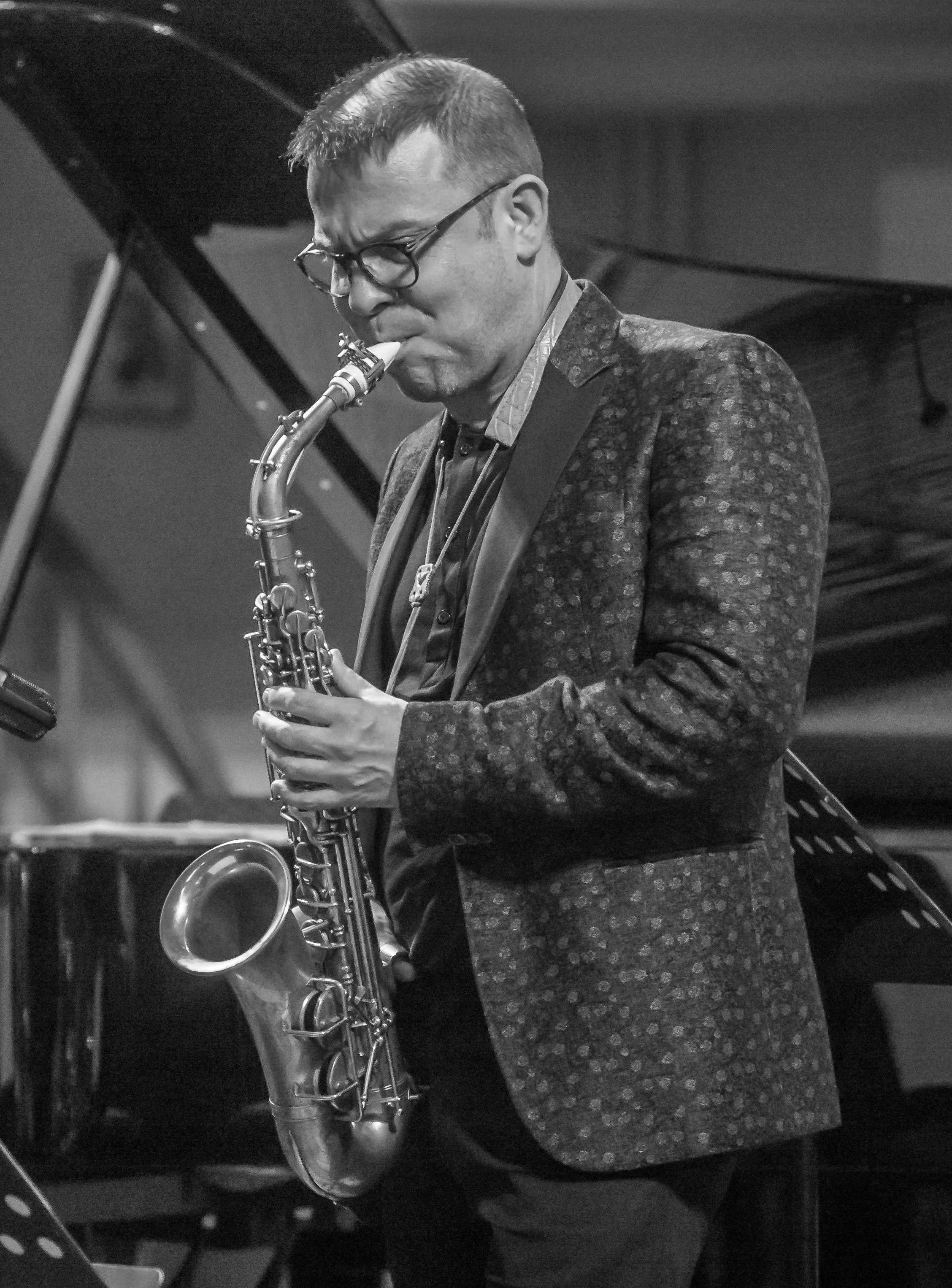
Jukka Perko.

Jukka Tapani Perko, född 18 februari 1968 i Vittis, är en finländsk jazzmusiker. 
Perko blev känd redan i samband med Pori Jazz 1985, då han imponerade med ett altsaxofonspel i förebilden Charlie Parkers anda. Detta medförde 1987 och 1988 en plats i trumpetaren Dizzy Gillespies celebra storband. Perkos spel i mindre ensembler tog fart under studietiden vid Sibelius-Akademin i början av 1990-talet. År 1993 grundade han tillsammans med vibrafonisten Severi Pyysalo gruppen The Poppoo, med vilken han har turnerat utomlands och bland annat gjort den prisbelönta skivan Garden of Time (1993). År 1999 gav sig Perko med den nya ensemblen Hurmio-orkesteri i kast med sångaren Olavi Virtas repertoar. Resultatet blev skivan Music of Olavi Virta (2000), alltigenom en framgång. Ett annat speciellt skivprojekt var den två år senare utgivna Kaananmaa, en samling psalmarrangemang där hans melodiskt böljande altsaxofonspel uppbackas av Virtuosi di Kuhmo under John Storgårds ledning. Perko har därefter samarbetat bland andra med Pyysalo och gitarristen Teemu Viinikainen i kammarjazzens tecken, vilket resulterade 2004 i den kritikerrosade skivan Kuunnelmia. Perko har därtill spelat i UMO Jazz Orchestra och undervisat vid Sibelius-Akademin.